# Самар Бадаві
Самар Мухаммад Бадаві (нар. 1981) — феміністка та дисидентка з Саудівської Аравії . У березні 2012 року одержала премію Державного департаменту США за відстоювання прав жінок.

## Біографія
Подала в суд на батька, який протягом 15 років здійснював щодо неї фізичне насильство. При цьому у 2010 році за позовом батька була засуджена за непослух і провела півроку у в'язниці. Після широкої кампанії на її захист, організованої правозахисними організаціями як усередині країни, так і за її межами, Бадаві була звільнена, а опіка над нею була передана від батька дядькові (в Саудівській Аравії жінки не вважаються повносправними дорослими і знаходяться під офіційною опікою чоловіків). У 2011 році Бадаві подала позов проти Міністерства у справах муніципалітетів і сільської місцевості, який відмовив їй у реєстрації на муніципальних виборах. У 2011—2012 роках брала участь в кампанії за дозвіл на водіння автомобіля жінками в Саудівській Аравії.
Брат Самар Бадаві, блогер Раїф Бадаві, лауреат премії Європейського Союзу «За свободу думки» імені Сахарова, був заарештований в 2012 році і засуджений на 10 років позбавлення волі, а також засуджений до великого грошового штрафу і тисячі ударів батогом. Чоловік Бадаві, Валід Абулхаїр, також займався правозахисною діяльністю, за що був засуджений на 15 років позбавлення волі.
У січні 2016 року саудівська неурядова організація «Центр з прав людини», а також активісти, які ведуть мікроблог Twitter Валіда Абулхаїр повідомили про те, що Самар Бадаві була заарештована і звільнена через один день. Влада країни заявила, що Бадаві лише відвідала прокуратуру в призначений час.